# Anticheta
Anticheta is een vliegengeslacht uit de familie van de slakkendoders (Sciomyzidae).

## Soorten
- A. analis (Meigen, 1830)
- A. atriseta (Loew, 1849)
- A. bisetosa Hendel, 1902
- A. borealis Foote, 1961
- A. brevipennis (Zetterstedt, 1846)
- A. canadensis (Curran, 1923)
- A. fulva Steyskal, 1960
- A. johnsoni (Cresson, 1920)
- A. melanosoma Melander, 1920
- A. nigra Karl, 1921
- A. obliviosa Enderlein, 1939
- A. robiginosa Melander, 1920
- A. testacea Melander, 1920
- A. vernalis Fisher and Orth, 1971